# Autophon
 (août 2025).
Si vous disposez d'ouvrages ou d'articles de référence ou si vous connaissez des sites web de qualité traitant du thème abordé ici, merci de compléter l'article en donnant les références utiles à sa vérifiabilité et en les liant à la section « Notes et références ».
Autophon était une société de l'industrie des télécommunications suisse. En 1987, elle a fusionné avec Hasler et Zellweger pour former ASCOM. 

## Histoire
- 1922 : fondation par des industriels soleurois sous la conduite de Walter Hammer
- 1931 : fabrique des appareils de télédiffusion
- 1982 : actionnaire minoritaire de Gfeller SA
- 1984 : formation avec Gfeller du Autophon Holding SA
- 1987 : Hasler, Autophon et Zellweger fusionnent pour former  Ascom Holding[A 1].

Des appareils d'Autophon sont exposés au Musée Enter.